# Bourgognea microcera
Bourgognea microcera is een vlinder uit de familie zakjesdragers (Psychidae). De wetenschappelijke naam van deze soort is voor het eerst geldig gepubliceerd in 1958 door Bourgogne.